# Groß-Berlin
Groß-Berlin ist eine Bezeichnung für die Stadt Berlin in den Grenzen des 1920 entstandenen Stadtgebiets. Die Ausdehnung Groß-Berlins hat sich während der zwischenzeitlichen Teilung, der politischen Umbrüche und administrativen Neuordnungen nicht wesentlich geändert und liegt nach einigen Gebietsaustauschungen und -anpassungen ab den 1970er Jahren bis heute bei 891,68 km².
Mit seiner Entstehung zum 1. Oktober 1920 war Groß-Berlin mit 3,8 Millionen Einwohnern nach London und New York City die bevölkerungsreichste und mit 878 km² nach Los Angeles die am weitesten ausgedehnte Gemeinde der Welt. Deren Einwohnerzahl stieg in der Folge bis Ende 1942 noch einmal um rund ein Sechstel bis zum Höchststand von fast 4,5 Millionen an. Direkt nach Kriegsende lag die Bevölkerungszahl dann bei 2,8 Millionen und stieg in der Nachkriegszeit wieder auf rund 3,4 Millionen an. Nach leichtem Absinken in den 1990er Jahren stieg mit Beginn des 21. Jahrhunderts die Einwohnerzahl wieder bis auf rund 3,8 Millionen Mitte der 2020er Jahre an, dem Wert von 1920.

## Vorgeschichte

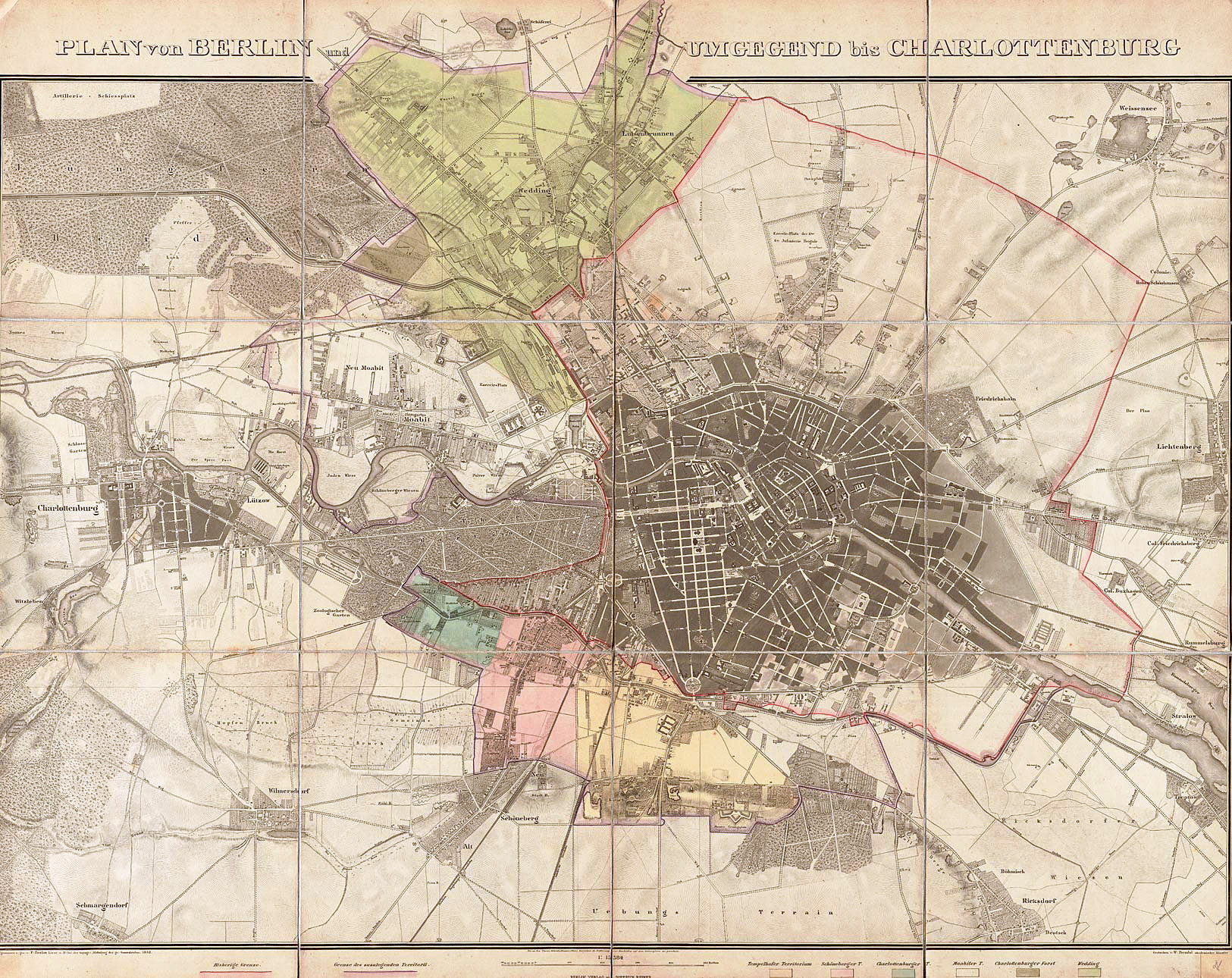
Karte der Gebietserweiterung von 1861

Im 19. Jahrhundert entwickelte sich teils ohne koordinierte Infrastruktur- und Stadtplanung der industrielle Ballungsraum Berlin. Bereits seit etwa 1820 war diskutiert worden, ob das Berliner Stadtgebiet durch Eingemeindung der Vororte Moabit und Wedding, des Tiergartens sowie der südlich an Berlin grenzenden Ackerflächen von Schöneberg und Tempelhof erweitert werden könnte. Die Akteure in Stadt und Umland vertraten ausschließlich kurzfristige Eigeninteressen: Der Landkreis Niederbarnim befürwortete eine Eingemeindung von Moabit und Wedding, weil die dortigen hohen Sozialausgaben die Kreiskasse belasteten, der Landkreis Teltow war gegen die Angliederung der Schöneberger und Tempelhofer Gebiete, weil die dortige bürgerliche Bevölkerung eine wichtige Quelle von Steuereinnahmen war. Die Berliner Stadtverordnetenversammlung lehnte ihrerseits die Übernahme der finanzschwachen Arbeitergemeinden Moabit und Wedding ab, war aber an den wohlhabenden Schöneberger und Tempelhofer Gebieten sehr interessiert. Nach 40 Jahren ergebnisloser kommunalpolitischer Diskussion wurden die genannten Gebiete durch königlichen Kabinettsbeschluss vom 28. Januar 1860 zum 1. Januar des Folgejahres in die Stadt Berlin eingemeindet.

### Hobrecht-Plan
Während der Hochindustrialisierung nach der Gründung des Deutschen Reichs im Jahr 1871 wies Berlin ein immer stärkeres Bevölkerungswachstum auf. Freie Flächen der Hauptstadt Preußens und des Deutschen Reichs, die an Nachbargemeinden grenzten und bisher überwiegend landwirtschaftlich genutzt wurden, wurden zunehmend für Wohn- und Industriezwecke benötigt. Um die gegenläufigen Interessen von Stadt und Umland in einer gemeinsamen Instanz zu einen, schlug Oberbürgermeister Arthur Johnson Hobrecht 1875 vor, aus den Städten Berlin, Charlottenburg, Spandau und Köpenick sowie den Landkreisen Teltow und Niederbarnim eine neue „Provinz Berlin“ zu gründen. Um den Interessen der Landkreise entgegenzukommen, wollte Berlin im Gegenzug auf Eingemeindungen verzichten. Der Hobrecht-Plan sollte schließlich metropolische Strukturen regionsübergreifend ermöglichen, wurde jedoch von den Landkreisen sowie in den Parlamenten der Stadt und des Landes abgelehnt. Die preußische Regierung hatte kein Interesse an einem Ausscheiden der Hauptstadtregion aus ihrer Kernprovinz Brandenburg.

### Provinzfreier Regierungsbezirk und Stadtkreis

Einwohnerentwicklung Berlins von 1871 bis 2018. Die Gebietsänderung macht sich analog in der Bevölkerungszahl bemerkbar.

1881 war jedoch der Stadtkreis Berlin aus dem Provinzialverband Brandenburg ausgeschieden und bildete nunmehr mit den eingegliederten Gebietskörperschaften im Freistaat Preußen einen eigenen Regierungsbezirk mit provinzähnlichen Funktionen. Seit den 1890er Jahren nahm die Diskussion über die unabgestimmte Entwicklung bei der Stadt- und Verkehrsplanung und die unsolidarische Finanzierung von Gemeinschaftsaufgaben wieder zu. Die reichen Vororte im Süden und Westen profitierten von den geringen Sozialkosten ihrer wohlhabenden Bevölkerung, was ihnen Steuersenkungen ermöglichte, in der Kernstadt und den östlichen Vororten trat der gegenteilige Effekt ein. Im Osten von der historischen Mitte hatten sich die Gemeinden Lichtenberg, Rummelsburg und Friedrichsfelde sowie Treptow herausgeprägt und strebten teilweise sogar die Gründung einer eigenständigen Stadt an – wie Lichtenberg. Es gab in den Jahren 1900–1902 unzählige Gespräche und Anträge auf Statusänderungen und einer baldigen Eingliederung nach Berlin. Die Zustimmung zur Ausgliederung der Gemeinden aus den Landkreisen wurde unter anderem davon abhängig gemacht, dass eine Entschädigung wegen zu erwartender Steuerausfälle zu zahlen sei. Schließlich kam es im Juni 1902 nach einer weiteren Abstimmung zwischen Vertretern der Stadt Berlin und Politikern aus den Landkreisen zu einer grundsätzlichen Einigung. Zugleich war aber abzusehen, dass sich der Gesamtprozess noch länger hinziehen würde.

### Wettbewerb Groß-Berlin

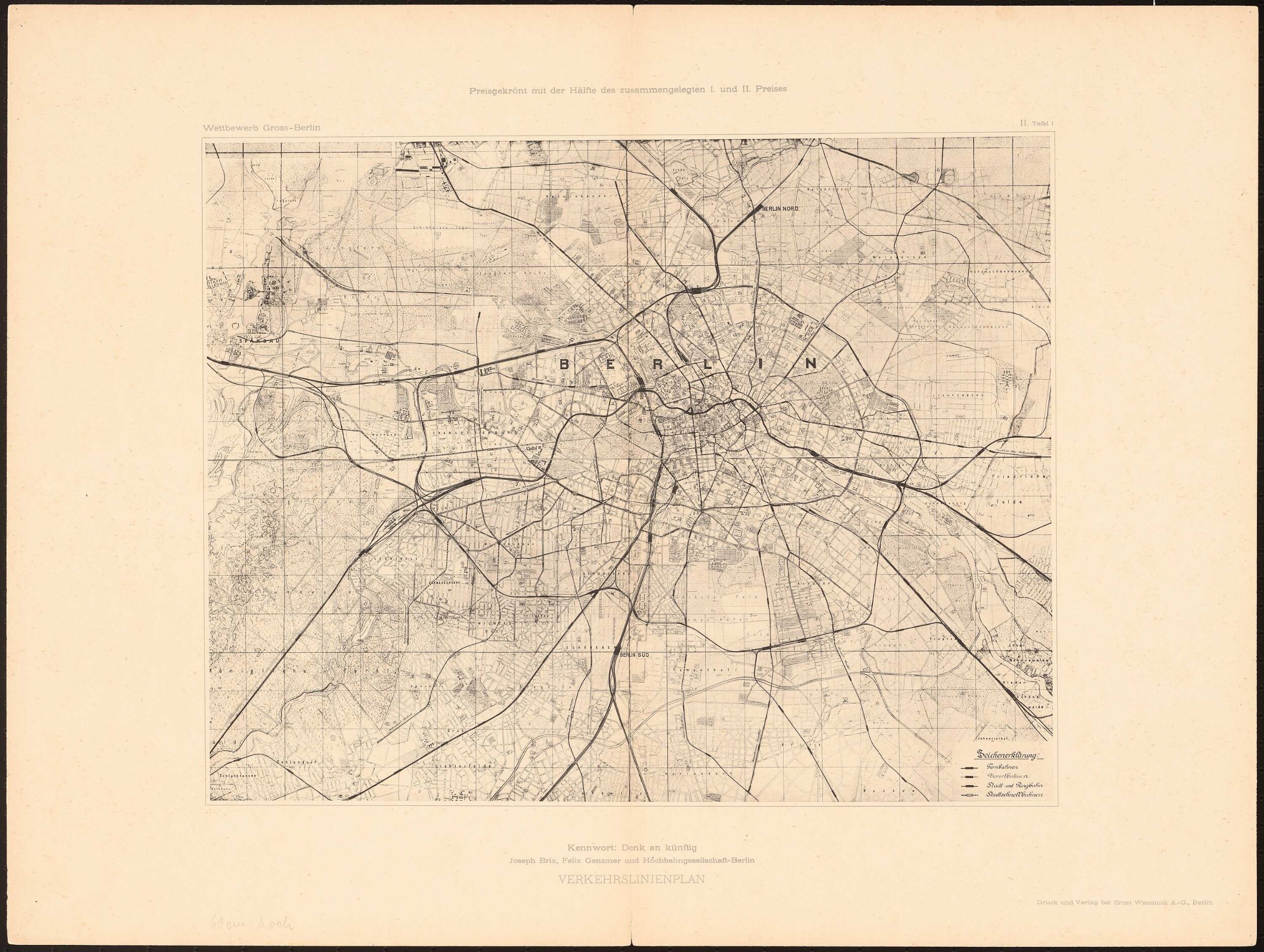
Verkehrslinienplan nach dem preisgekrönten Entwurf Denk an künftig von Brix, Genzmer und der Hochbahngesellschaft

Im Januar 1906 stellten der Regierungsbaumeister Emanuel Heimann, der Architekt Albert Hofmann und der Baurat Theodor Goecke in der Vereinigung Berliner Architekten den Antrag für einen Ideenwettbewerb für die Erstellung eines einheitlichen Grundlinienplans. In Kooperation mit dem Architektenverein zu Berlin wurde im selben Jahr unter Vorsitz des Geheimen Baurats Otto March ein Architekten-Ausschuß Groß-Berlin gegründet. Dieser gab 1907 die „Anregungen zur Erlangung eines Grundplanes für die städtebauliche Entwicklung von Groß-Berlin“ heraus, die einen einheitlichen Bebauungsplan empfahlen und grundlegende Leitsätze formulierten. Daraufhin wurde ein internationaler „Wettbewerb um einen Grundplan für die Bebauung von Groß-Berlin“, kurz „Wettbewerb Groß-Berlin“, ausgeschrieben, der von 1908 bis Dezember 1909 lief. Kurz vor Einsendeschluss wurde noch beschlossen, die Präsentation um eine „Allgemeine Städtebau-Ausstellung“ zu erweitern, die in der Hochschule für Bildende Künste in Charlottenburg von Mai bis Juni 1910 stattfand. Prämiert wurden die Projekte der Gruppen von Hermann Jansens, Josef Brix und Felix Genzmer in Zusammenarbeit mit der Hochbahngesellschaft (zusammengelegter erster und zweiter Preis) und Bruno Möhring, Rudolph Eberstadt und Richard Petersen (dritter Preis).

### Zweckverband Groß-Berlin
Mit der Bildung eines Zweckverbandes Groß-Berlin (Gesetz vom 19. Juli 1911) wurde versucht, einerseits einige der Probleme zu überwinden, andererseits aber eine beherrschende Stellung des „roten“ Berlin in der preußischen und Reichspolitik weiterhin zu verhindern. Dieser Zweckverband war jedoch so unverbindlich, dass er die in ihn gesetzten Erwartungen kaum erfüllen konnte. Die immer stärkere soziale Differenzierung zwischen den Gemeinden bereitete zusätzliche Probleme und der Zweckverband hatte in Fragen des sozialen Ausgleichs keine Kompetenzen. Im Jahr 1912 erreichte die Bevölkerungszahl der Stadt Berlin, die seit der Jahrhundertwende nur noch langsam zugenommen hatte, mit rund 2,1 Millionen einen Höchststand. Nachdem sich ein 1912 gebildeter Zweckverband als nicht ausreichend erwiesen hatte, schuf die Bildung des Stadtgebiets auf einer Fläche von 878 km² mehr Möglichkeiten abgestimmter Planung und eines Ausgleichs großer finanzieller und sozialer Ungleichgewichte zwischen Teilen des Gebietes. Als bleibender Erfolg des Zweckverbandes sind die ausgedehnten Wälder im Berliner Weichbild erhalten geblieben. Sie gehen auf den Dauerwaldvertrag von 1915 zurück. 

## Das Groß-Berlin-Gesetz

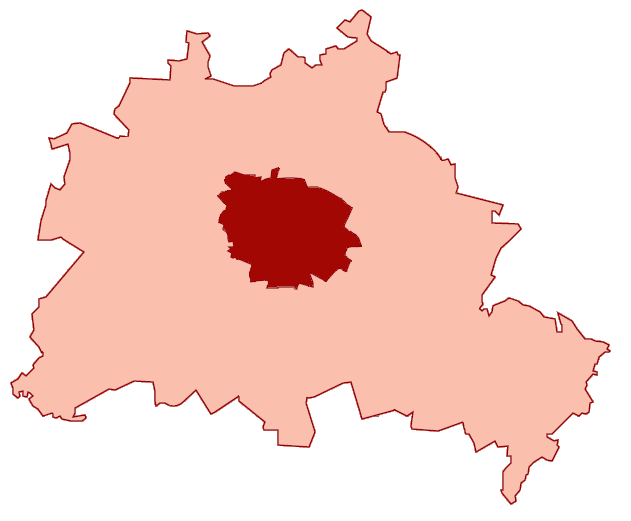
Berliner Stadtgebiet vor (dunkelrot) und nach 1920 (die rosa Fläche stellt das Berliner Stadtgebiet seit 1990 dar, das annähernd dem Gebiet nach dem Groß-Berlin-Gesetz entspricht)

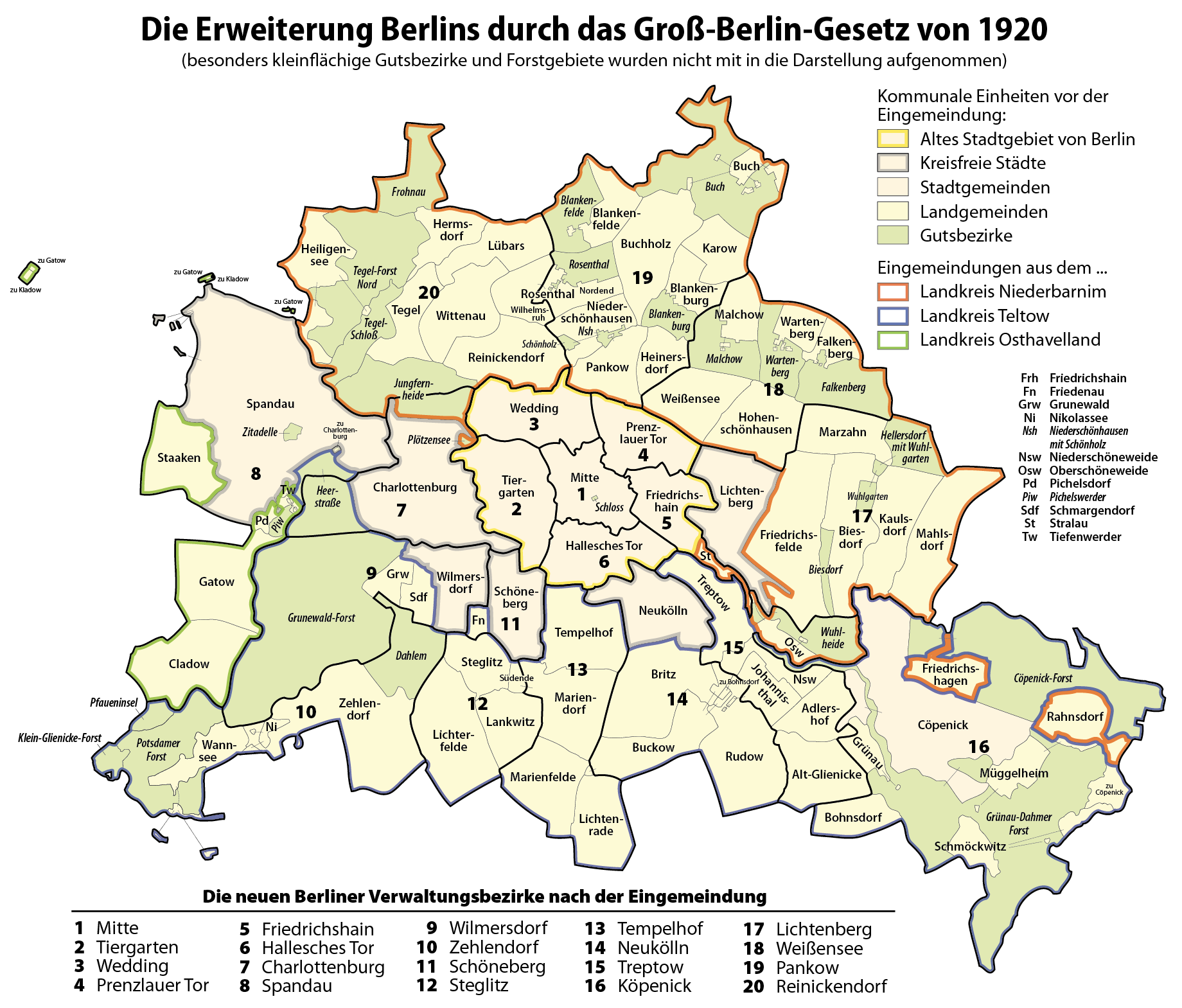
Erweiterung Berlins durch das Groß-Berlin-Gesetz

Es bedurfte letztlich des Zusammenbruchs des Kaiserreichs durch den Ersten Weltkrieg und der Revolution, um die Schaffung von Groß-Berlin endgültig politisch durchzusetzen. Treibende Kraft für das Gesetz über die Bildung einer neuen Stadtgemeinde Berlin (Groß-Berlin-Gesetz) vom 27. April 1920  war der Berliner Oberbürgermeister Adolf Wermuth.
Bei der Abstimmung am 27. April 1920 in der Verfassungsgebenden Preußischen Landesversammlung votierten SPD, USPD und Teile der DDP dafür, DNVP, DVP und Zentrum dagegen. Das Gesetz wurde mit 164 gegen 148 Stimmen bei fünf Enthaltungen beschlossen und trat am 1. Oktober 1920 in Kraft. Damit wurden in die bisherige Stadtgemeinde Berlin die sechs kreisfreien Städte Berlin-Lichtenberg, Berlin-Schöneberg, Berlin-Wilmersdorf, Charlottenburg, Neukölln und Spandau sowie aus den umliegenden Kreisen Niederbarnim, Osthavelland und Teltow die Stadtgemeinde Cöpenick, 59 Landgemeinden und 27 Gutsbezirke eingemeindet.
Zu den bis dahin 1,9 Millionen Berlinern kamen damit nochmals 1,9 Millionen Einwohner; knapp 1,2 Millionen davon allein durch die sieben umliegenden Städte. Das Stadtgebiet vergrößerte sich von 66 km² auf 878 km². Damit war Berlin – nach Los Angeles – die flächenmäßig zweitgrößte und an der Einwohnerzahl gemessen – nach London (7,3 Millionen) und New York (5,6 Millionen) – die drittgrößte Stadt der Welt. Es entstand Groß-Berlin mit 20 fortlaufend nummerierten Bezirken,
- aus dem alten Stadtgebiet Berlins (der historischen Mitte) wurden sechs Bezirke gegründet;
- aus den eingemeindeten Stadtgemeinden, Landgemeinden und Gutsbezirken wurden 14 Bezirke gegründet, wobei diese nach den jeweils an der Einwohnerzahl gemessen größten Stadt- oder Landgemeinde benannt wurden.

| Ort                             | Körperschaft (Nummer) | Bezirk         | Bezirksnummer |
| ------------------------------- | --------------------- | -------------- | ------------- |
| Berlin-Mitte                    | Stadtgemeinde (1)     | Mitte          | 1             |
| Berlin-Tiergarten               | Stadtgemeinde (1)     | Tiergarten     | 2             |
| Berlin-Wedding                  | Stadtgemeinde (1)     | Wedding        | 3             |
| Berlin-Prenzlauer Tor           | Stadtgemeinde (1)     | Prenzlauer Tor | 4             |
| Berlin-Friedrichshain           | Stadtgemeinde (1)     | Friedrichshain | 5             |
| Berlin-Hallesches Tor           | Stadtgemeinde (1)     | Hallesches Tor | 6             |
| Charlottenburg                  | Stadtgemeinde (2)     | Charlottenburg | 7             |
| Cöpenick                        | Stadtgemeinde (3)     | Cöpenick       | 16            |
| Berlin-Lichtenberg              | Stadtgemeinde (4)     | Lichtenberg    | 17            |
| Neukölln                        | Stadtgemeinde (5)     | Neukölln       | 14            |
| Berlin-Schöneberg               | Stadtgemeinde (6)     | Schöneberg     | 11            |
| Spandau                         | Stadtgemeinde (7)     | Spandau        | 8             |
| Berlin-Wilmersdorf              | Stadtgemeinde (8)     | Wilmersdorf    | 9             |
| Adlershof                       | Landgemeinde (01)     | Treptow        | 15            |
| Alt-Glienicke                   | Landgemeinde (02)     | Treptow        | 15            |
| Biesdorf                        | Landgemeinde (03)     | Lichtenberg    | 17            |
| Blankenburg                     | Landgemeinde (04)     | Pankow         | 19            |
| Blankenfelde                    | Landgemeinde (05)     | Pankow         | 19            |
| Bohnsdorf                       | Landgemeinde (06)     | Cöpenick       | 16            |
| Berlin-Britz                    | Landgemeinde (07)     | Neukölln       | 14            |
| Buch                            | Landgemeinde (08)     | Pankow         | 19            |
| Berlin-Buchholz                 | Landgemeinde (09)     | Pankow         | 19            |
| Buckow-Ost                      | Landgemeinde (10)     | Neukölln       | 14            |
| Buckow-West                     | Landgemeinde (10)     | Tempelhof      | 13            |
| Cladow                          | Landgemeinde (11)     | Spandau        | 8             |
| Falkenberg                      | Landgemeinde (12)     | Weißensee      | 18            |
| Berlin-Friedenau                | Landgemeinde (13)     | Schöneberg     | 11            |
| Berlin-Friedrichsfelde          | Landgemeinde (14)     | Lichtenberg    | 17            |
| Friedrichshagen                 | Landgemeinde (15)     | Cöpenick       | 16            |
| Gatow                           | Landgemeinde (16)     | Spandau        | 8             |
| Grünau                          | Landgemeinde (17)     | Cöpenick       | 16            |
| Berlin-Grunewald                | Landgemeinde (18)     | Wilmersdorf    | 9             |
| Heiligensee                     | Landgemeinde (19)     | Reinickendorf  | 20            |
| Berlin-Heinersdorf              | Landgemeinde (20)     | Pankow         | 19            |
| Hermsdorf bei Berlin            | Landgemeinde (21)     | Reinickendorf  | 20            |
| Berlin-Hohenschönhausen         | Landgemeinde (22)     | Weißensee      | 18            |
| Berlin-Johannisthal             | Landgemeinde (23)     | Treptow        | 15            |
| Karow                           | Landgemeinde (24)     | Pankow         | 19            |
| Kaulsdorf                       | Landgemeinde (25)     | Lichtenberg    | 17            |
| Berlin-Lankwitz                 | Landgemeinde (26)     | Steglitz       | 12            |
| Lichtenrade                     | Landgemeinde (27)     | Tempelhof      | 13            |
| Berlin-Lichterfelde             | Landgemeinde (28)     | Steglitz       | 12            |
| Lübars                          | Landgemeinde (29)     | Reinickendorf  | 20            |
| Mahlsdorf                       | Landgemeinde (30)     | Lichtenberg    | 17            |
| Malchow                         | Landgemeinde (31)     | Weißensee      | 18            |
| Berlin-Mariendorf               | Landgemeinde (32)     | Tempelhof      | 13            |
| Berlin-Mariendorf-Südende       | Landgemeinde (32)     | Steglitz       | 12            |
| Berlin-Marienfelde              | Landgemeinde (33)     | Tempelhof      | 13            |
| Marzahn                         | Landgemeinde (34)     | Lichtenberg    | 17            |
| Müggelheim                      | Landgemeinde (35)     | Cöpenick       | 16            |
| Berlin-Niederschöneweide        | Landgemeinde (36)     | Treptow        | 15            |
| Berlin-Niederschönhausen        | Landgemeinde (37)     | Pankow         | 19            |
| Nikolassee                      | Landgemeinde (38)     | Zehlendorf     | 10            |
| Berlin-Oberschöneweide          | Landgemeinde (39)     | Treptow        | 15            |
| Berlin-Pankow                   | Landgemeinde (40)     | Pankow         | 19            |
| Pichelsdorf                     | Landgemeinde (41)     | Spandau        | 8             |
| Rahnsdorf                       | Landgemeinde (42)     | Cöpenick       | 16            |
| Berlin-Reinickendorf            | Landgemeinde (43)     | Reinickendorf  | 20            |
| Berlin-Rosenthal-Ost            | Landgemeinde (44)     | Pankow         | 19            |
| Berlin-Rosenthal-West           | Landgemeinde (44)     | Reinickendorf  | 20            |
| Rudow                           | Landgemeinde (45)     | Neukölln       | 14            |
| Berlin-Schmargendorf            | Landgemeinde (46)     | Wilmersdorf    | 9             |
| Schmöckwitz                     | Landgemeinde (47)     | Cöpenick       | 16            |
| Staaken                         | Landgemeinde (48)     | Spandau        | 8             |
| Berlin-Steglitz                 | Landgemeinde (49)     | Steglitz       | 12            |
| Berlin-Stralau                  | Landgemeinde (50)     | Friedrichshain | 5             |
| Berlin-Tegel                    | Landgemeinde (51)     | Reinickendorf  | 20            |
| Berlin-Tempelhof                | Landgemeinde (52)     | Tempelhof      | 13            |
| Tiefwerder                      | Landgemeinde (53)     | Spandau        | 8             |
| Berlin-Treptow                  | Landgemeinde (54)     | Treptow        | 15            |
| Wannsee                         | Landgemeinde (55)     | Zehlendorf     | 10            |
| Wartenberg                      | Landgemeinde (56)     | Weißensee      | 18            |
| Berlin-Weißensee                | Landgemeinde (57)     | Weißensee      | 18            |
| Berlin-Wittenau                 | Landgemeinde (58)     | Reinickendorf  | 20            |
| Zehlendorf                      | Landgemeinde (59)     | Zehlendorf     | 10            |
| Berlin-Schloß                   | Gutsbezirk (01)       | Mitte          | 1             |
| Biesdorf                        | Gutsbezirk (02)       | Lichtenberg    | 17            |
| Blankenburg                     | Gutsbezirk (03)       | Pankow         | 19            |
| Blankenfelde                    | Gutsbezirk (04)       | Pankow         | 19            |
| Buch                            | Gutsbezirk (05)       | Pankow         | 19            |
| Cöpenick-Forst                  | Gutsbezirk (06)       | Cöpenick       | 16            |
| Berlin-Dahlem                   | Gutsbezirk (07)       | Zehlendorf     | 10            |
| Falkenberg                      | Gutsbezirk (08)       | Weißensee      | 18            |
| Frohnau                         | Gutsbezirk (09)       | Reinickendorf  | 20            |
| Grünau-Dahmer Forst             | Gutsbezirk (10)       | Cöpenick       | 16            |
| Grunewald-Forst                 | Gutsbezirk (11)       | Wilmersdorf    | 9             |
| Heerstraße-Ost                  | Gutsbezirk (12)       | Charlottenburg | 7             |
| Heerstraße-West                 | Gutsbezirk (12)       | Spandau        | 8             |
| Hellersdorf mit Wuhlgarten      | Gutsbezirk (13)       | Lichtenberg    | 17            |
| Klein-Glienicke-Forst           | Gutsbezirk (14)       | Zehlendorf     | 10            |
| Malchow                         | Gutsbezirk (15)       | Weißensee      | 18            |
| Niederschönhausen mit Schönholz | Gutsbezirk (16)       | Pankow         | 19            |
| Pfaueninsel                     | Gutsbezirk (17)       | Zehlendorf     | 10            |
| Pichelswerder                   | Gutsbezirk (18)       | Spandau        | 8             |
| Plötzensee                      | Gutsbezirk (19)       | Charlottenburg | 7             |
| Potsdamer Forst                 | Gutsbezirk (20)       | Zehlendorf     | 10            |
| Berlin-Rosenthal                | Gutsbezirk (21)       | Pankow         | 19            |
| Spandau-Zitadelle               | Gutsbezirk (22)       | Spandau        | 8             |
| Jungfernheide-Nord              | Gutsbezirk (23)       | Reinickendorf  | 20            |
| Jungfernheide-Süd               | Gutsbezirk (23)       | Charlottenburg | 7             |
| Tegel-Forst-Nord                | Gutsbezirk (24)       | Reinickendorf  | 20            |
| Tegel-Schloß                    | Gutsbezirk (25)       | Reinickendorf  | 20            |
| Wartenberg                      | Gutsbezirk (26)       | Weißensee      | 18            |
| Wuhlheide                       | Gutsbezirk (27)       | Treptow        | 15            |
| Düppel                          | Gutsbezirk            | Zehlendorf     | 10            |

Anmerkungen
1. ↑  Die bisherige Stadt Berlin wurde in sechs Bezirke eingeteilt
2. ↑  Der Bezirk wurde 1921 von Prenzlauer Tor in Prenzlauer Berg umbenannt
3. ↑  Der Bezirk wurde 1921 von Hallesches Tor in Kreuzberg umbenannt
4. ↑  Die Landgemeinde Berlin-Buckow wurde aufgeteilt und deren östlicher Teil dem Bezirk Neukölln zugeordnet
5. ↑  Die Landgemeinde Berlin-Buckow wurde aufgeteilt und deren westlicher Teil dem Bezirk Tempelhof zugeordnet
6. ↑  Von der Landgemeinde Berlin-Mariendorf wurde Südende abgeteilt und das übrige Gebiet dem Bezirk Tempelhof zugeordnet
7. ↑  Das von der Landgemeinde Berlin-Mariendorf abgeteilte Südende wurde dem Bezirk Steglitz zugeordnet
8. ↑  Die Landgemeinde Berlin-Rosenthal wurde aufgeteilt und deren östlicher Teil dem Bezirk Pankow zugeordnet
9. ↑  Die Landgemeinde Berlin-Rosenthal wurde aufgeteilt und deren westlicher Teil dem Bezirk Reinickendorf zugeordnet
10. ↑  Der Gutsbezirk Heerstraße wurde aufgeteilt und dessen östlicher Teil dem Bezirk Charlottenburg zugeordnet
11. ↑  Der Gutsbezirk Heerstraße wurde aufgeteilt und dessen westlicher Teil dem Bezirk Spandau zugeordnet
12. ↑  Der Gutsbezirk Jungfernheide wurde aufgeteilt und dessen nördlicher Teil dem Bezirk Reinickendorf zugeordnet
13. ↑  Der Gutsbezirk Jungfernheide wurde aufgeteilt und dessen südlicher Teil dem Bezirk Charlottenburg zugeordnet
14. ↑  Der Gutsbezirk Düppel wurde 1928 der Stadtgemeinde Berlin (Groß-Berlin) und deren Bezirk Zehlendorf angeschlossen

Bei der Bildung der Verwaltungsbezirke, denen eine Reihe von Selbstverwaltungsaufgaben zugeordnet wurde, achtete man darauf, dass sich „bürgerliche“ und „proletarische“ Bezirke in etwa die Waage hielten. Durch das Gesetz gelang es, eine integrierte Stadtplanung und städtebauliche Gestaltung zu realisieren. Damit war eine wichtige Grundlage für den Aufstieg Berlins zu einer Metropole mit Weltgeltung in den 1920er Jahren geschaffen worden.

## Änderungen seit 1920
Bis 1923 gab es „Los-von-Berlin-Bewegungen“, die jedoch alle scheiterten. Im Laufe der Jahrzehnte verschwand der Begriff Groß-Berlin immer mehr aus dem Sprachgebrauch, war aber in der Verwaltung weiterhin präsent. So wurde er auch in das Grundgesetz für die Bundesrepublik Deutschland vom 23. Mai 1949 aufgenommen, wo er bis zur deutschen Wiedervereinigung und der damit verbundenen Aufhebung des damaligen Artikels 23 im Jahr 1990 stand, wobei er sich zwar nach seinem Wortlaut auf die ganze Stadt Groß-Berlin bezog, aber in der Bundesrepublik allgemeine Einigkeit darüber bestand, dass das Grundgesetz nur in Berlin (West) galt (von einem alliierten Vorbehalt abgesehen). Bis 1977 nannte sich die Stadtverwaltung in Ost-Berlin noch Magistrat von Groß-Berlin und im Ministerium für Staatssicherheit existierte für Berlin neben den Bezirksverwaltungen für die 14 Bezirke der DDR die Verwaltung für Staatssicherheit Groß Berlin. Die Verfassung Berlins aus dem Jahr 1950 nannte Stadt und Land bereits nur Berlin. Der Begriff Groß-Berlin war in ihr die abgrenzende Bezeichnung „der bisherigen Gebietskörperschaft Groß-Berlin“. Das Groß-Berlin-Gesetz entfaltet noch heute juristische Wirkung, denn in den amtlichen Kommentaren zum Einigungsvertrag von 1990 wird darauf Bezug genommen, um die Ausdehnung und die Grenzen des Landes Berlin zu definieren.

### Stadtgrenze
Auch wenn die äußere Stadtgrenze Berlins immer noch weitgehend identisch zu der 1920 festgelegten ist, gab es doch über die Jahre aus verschiedenen Gründen Grenzänderungen:
- 1928: Der Gutsbezirk Düppel wurde zu Berlin eingemeindet.
- 1945: Die britische und die sowjetische Besatzungsmacht vereinbarten einen Gebietsaustausch am westlichen Stadtrand. West-Staaken kam zunächst zum Sowjetischen Sektor (kurze Zeit später zur Sowjetischen Besatzungszone), der Flugplatz Gatow und der Ostteil von Groß Glienicke kamen zum Berliner Bezirk Spandau, der dem Britischen Sektor angehörte.
- 1972: Erster Gebietsaustausch zwischen West-Berlin und der DDR, u. a. mit einem Korridor nach Steinstücken, Beseitigung mehrerer kleiner Exklaven und diversen anderen Grenzkorrekturen.
- 1988: Zweiter Gebietsaustausch zwischen West-Berlin und der DDR, mit Beseitigung bzw. Anschluss der restlichen Exklaven und weiteren Grenzkorrekturen.
- 1990: Mehrere Grenzkorrekturen laut Einigungsvertrag: Die Ausgemeindung West-Staakens von 1945 wurde rückgängig gemacht; der Flugplatz Gatow sowie der östliche Teil von Groß Glienicke blieben jedoch bei Berlin und damit Groß Glienicke weiterhin geteilt. Die in Hönow und Ahrensfelde jenseits der Stadtgrenze gelegenen Neubaugebiete von Hellersdorf und Marzahn wurden nach Berlin eingemeindet.[22]

### Bezirksgrenzen und -benennungen
- 1921 Umbenennungen: Prenzlauer Tor zu Prenzlauer Berg, Hallesches Tor zu Kreuzberg
- 1933 Umbenennung Friedrichshain zu Horst-Wessel-Stadt (nach dem NS-„Märtyrer“ Horst Wessel), ab 1936 Verwaltungsbezirk Horst-Wessel
- 1938 umfangreiche Begradigung fast aller Bezirksgrenzen
- 1945 Rückbenennung des Verwaltungsbezirks Horst-Wessel in Friedrichshain
- 1972 Erster Gebietsaustausch: diverse Grenzkorrekturen an der Sektorengrenze, u. a. am Potsdamer Bahnhof
- 1979 Marzahn wurde neu gebildet aus Teilen von Lichtenberg und Weißensee
- 1985 Hohenschönhausen wurde neu gebildet aus Teilen von Weißensee. Dieser erhielt zum Ausgleich Teile von Pankow.
- 1986 Hellersdorf wurde neu gebildet aus Teilen von Marzahn
- 1988 Zweiter Gebietsaustausch: weitere Grenzkorrekturen an der Sektorengrenze, u. a. am Lenné-Dreieck und an der Lohmühlenbrücke
- 2001 Bezirksreform: Durch Zusammenlegungen wurde die Zahl der Bezirke von zuvor 23 auf 12 verringert.[22]

### Änderung der Grenzfunktion
Obwohl im Verlauf annähernd unverändert, hat sich der Charakter der 1920 festgelegten Stadtgrenze mehrfach einschneidend geändert.
- 1920–1945 Stadtgrenze und Grenze zwischen preußischen Provinzen
- 1945–1990 Grenze zwischen der sowjetischen Besatzungszone (ab 1949 der DDR) und der Viersektorenstadt Berlin; zahlreiche der im Groß-Berlin-Gesetz festgelegten innerstädtischen Bezirksgrenzen wurden außerdem zur Grenze zwischen Besatzungssektoren (Konferenz von Jalta, Potsdamer Konferenz).
- 1949–1990 war die Grenze West-Berlins zum Umland die Staatsgrenze der DDR und damit Teil des Eisernen Vorhangs nach der Berlin-Blockade.
- 1952–1990 war die Stadtgrenze von Ost-Berlin Grenze zu den DDR-Bezirken Potsdam und Frankfurt (Oder).
- 1961–1990 war die Grenze West-Berlins zum Umland Teil der Berliner Mauer.
- Seit 1990 besteht die durch den Einigungsvertrag festgeschriebene Landesgrenze zwischen Berlin und Brandenburg.

### Straßennamen
Durch die Zusammenlegung von mehreren Ortskernen kam es zu mehrfachen Doppelungen üblicher Straßennamen, wie Dorf-, Haupt- oder Bahnhofstraße. In den 1930er Jahren wurde in mehreren Umbenennungsaktionen – insbesondere in den Jahren 1931 und 1938 – begonnen, einige der mehrfach vorhandenen Straßennamen durch ortsnahe Bezüge zu ersetzen. Vorzugsweise wurde die jeweilige Dorfstraße, oder schon Hauptstraße, durch den Zusatz Alt- vor den jeweiligen Ortsteil ersetzt. Besonders 1938 wurden Straßen mit den Namen von Mitgliedern der Hohenzollernfamilie nach Personen benannt, die dem Nationalsozialismus nahestanden. 1950 erfolgte eine weitere umfangreiche Änderung (vorwiegend) von mehrfach existierenden Straßennamen. In den Ost-Berliner Bezirken wurden 1951 etwa 150 Straßennamen „nazistischer, militaristischer oder sonstiger unzeitgemäßer Art“ beseitigt.
Umbenennungen sind immer an Behördenaktionen gebunden, so gibt es in den 2010er Jahren weiterhin fünf Birkenalleen, fünf Birkenstraßen und drei Birkenwege, drei Akazienalleen und zwei Akazienstraßen, vier Eichenstraßen oder sieben Straßen mit dem Namen Kastanienallee. Von den anfangs durch die Eingliederung der Ortsteile in Berlin vorhandenen 30 Bahnhofstraßen entfielen zwei, rund 20 wurden in den hundert Jahren umbenannt. Doch 2014 gab es in Berlin immer noch neun Bahnhofstraßen in Alt-Hohenschönhausen, Blankenburg, Blankenfelde, Französisch Buchholz, Karow, Köpenick, Lichtenrade, Lichterfelde und Schöneberg.
Mit der Teilung der Stadt gab es zwei unabhängige Stadtverwaltungen, die Straßennamen jeweils selbstständig vergaben. Ein Beispiel ist die Namensgebung Hansastraße für einen neuen Straßenzug im Stadtbezirk Weißensee, obwohl der Name Hansastraße schon seit Beginn des 20. Jahrhunderts im Groß-Berliner Verwaltungsbezirk Reinickendorf bestand.
Das Verzeichnis der Berliner Straßen wird seit der deutschen Wiedervereinigung zentral geführt, allerdings sind in den Bezirken die jeweils zuständigen Ämter eigenständig zur Vergabe von Straßennamen ermächtigt. Um Doppelungen im Weiteren zu vermeiden, schreibt das Berliner Straßengesetz für die Widmung von Straßen einen Verwaltungsakt vor. Dabei ist in den anderen Bezirken zu klären, ob der gewünschte Straßenname (vom Bezirk oder bei Privatstraßen dem Eigentümer) nicht bereits im Land Berlin vorhanden ist.

## Audio
- Adolf Stock: 100 Jahre Groß-Berlin – Wie Berlin zur drittgrößten Stadt der Welt wurde, Deutschlandfunk Kultur, 2020.